# 모닝클래식
모닝클래식은 대한민국의 방송국인 TBC의 라디오 채널 TBC Dream FM(대구, 경주, 구미 99.3MHz, 포항, 영덕, 울진 99.7MHz, 안동, 영주 등 경북 북부 106.5MHz, 성서, 지산, 범물 일부 지역 106.5MHz)에서 주말 오전 5시부터 6시 50분까지 방송되는 클래식 음악 전문 라디오 프로그램이다.

## 방송되는 코너
코너 소개
- 조현진의 클래식 초이스 : 매주 하나의 테마를 정해 클래식을 깊고 다양하게 이해하도록 한다. 영화 속 클래식, 작곡가의 사랑이야기, 숨은 클래식 명곡, 프랑스 바로크, 재즈와 클래식 등 다양한 주제를 정해 음악과 함께 자세히 설명해 준다.

## 같이 보기
- TBC Dream FM
- 클래식 음악